# Elección al Senado de los Estados Unidos en Misuri de 2022
La elección del Senado de los Estados Unidos de 2022 en Misuri se llevó a cabo el 8 de noviembre de 2022 para seleccionar a un miembro del Senado de los Estados Unidos que represente al estado de Misuri. El 8 de marzo de 2021, el senador republicano titular Roy Blunt anunció que no buscaría la reelección para un tercer mandato. Las primarias se realizarán el martes 2 de agosto.